# Röttgen (Siebeneick)
Röttgen ist eine Ortslage im Wuppertaler Stadtbezirk Uellendahl-Katernberg im Wohnquartier Siebeneick.

## Lage und Beschreibung
Die Ortslage befindet sich an der Kreisstraße 11 im Südosten des Wohnquartiers auf einer Höhe von 296 m ü. NHN. Sie ist heute Bestandteil eines mittlerweile geschlossenen Siedlungsbereiches, der auch die Ortslagen Metzmachersrath, Triebel, Vogelsbruch, Branger, In den Birken und Grenze Jagdhaus umfasst.
Weitere benachbarte Ortslagen sind Krieg, Wolfsholz, Worth, Brink, Schevensiepen, Fingscheid, Schevenhof, Steingeshof, Wüstenhof, Jungmannshof und Krähenberg.

## Geschichte
Röttgen wird im 16. Jahrhundert unter dem Namen Uffm Rottgen erwähnt. Auf der  Topographischen Aufnahme der Rheinlande von 1824 ist ebenfalls der Name Rottgen verzeichnet. Der Ort gehörte in der frühen Neuzeit zur Bauerschaft Oberste Siebeneick in der bergischen Herrschaft Hardenberg.
1815/16 besaß der Ort, der zu der Zeit auf der Gemeindegrenze Elberfeld zur Bürgermeisterei Hardenberg lag, fünf Einwohner.
1832 gehörte ein Teil des Ortes zur Katernberger Rotte des ländlichen Außenbezirks des Kirchspiels und der Stadt Elberfeld. Der laut der Statistik und Topographie des Regierungsbezirks Düsseldorf als Kotten kategorisierte Ort wurde als aufm Röttchen bezeichnet und besaß zu dieser Zeit zwei Wohnhäuser und ein landwirtschaftliches Gebäude. Zu dieser Zeit lebten 69 Einwohner im Ort, alle evangelischen Glaubens.
Im Gemeindelexikon für die Provinz Rheinland von 1888 werden für den Hardenberger Teil des Ortes ein Wohnhaus mit elf Einwohnern angegeben.
Mit der Kommunalreform von 1929 wurde der südöstliche Teil von Obensiebeneick um das Hardenberger Röttgen abgespalten und zusammen mit südlichen Dönberger Ortschaften in die neu gegründete Stadt Wuppertal eingemeindet, der Rest Obensiebeneicks verblieb zunächst bei Neviges. Durch die nordrhein-westfälische Gebietsreform kam Neviges mit Beginn des Jahres 1975 zur Stadt Velbert und das restliche Obensiebeneick wurde ebenfalls Wuppertal eingemeindet.